# فیلم تعاملی
فیلم تعاملی (به انگلیسی: Interactive film) یک بازی ویدئویی یا سایر رسانه‌های تعاملی می‌باشد که ویژگی‌های یک فیلم سینمایی را دارد. در صنعت بازی‌های ویدئویی، این اصطلاح به یک بازی سینمایی گفته می‌شود که گیم‌پلی خود را به شیوه‌ای سینمایی و فیلم‌نامه‌ای، اغلب از طریق استفاده از ویدئوهای کاملاً متحرک یا فوتیج لایو اکشن ارائه می‌کند.